# F 20 (sommergibile)
L’F 20 è stato un sommergibile della Regia Marina.

## Storia
Una volta in servizio, fu dislocato a Brindisi, svolgendo – al comando del tenente di vascello Luigi Montella – tre missioni belliche nell'Adriatico meridionale, lungo le coste nemiche.
Finita la guerra, fu per breve tempo sotto il controllo del Comando Marittimo di Venezia; rientrò poi a Brindisi e da lì fu in seguito trasferito dapprima a Napoli e successivamente a Taranto.
Prese parte alle esercitazioni del 1925 e del 1926.
Messo in riserva nel gennaio 1927 (anno in cui fu sottoposto ad un lungo turno di lavori di manutenzione), fu radiato nel 1935 e demolito.